# 林奇鎮區 (密蘇里州德克薩斯縣)
林奇鎮區（英語：Lynch Township）是位於美國密蘇里州德克薩斯縣的一個行政鎮區。

## 地方資料
林奇鎮區的面積為256.70平方千米，當中陸地面積為255.77平方千米，而水域面積為0.93平方千米。根據2020年美國人口普查的數據，當地共有人口1319人，而人口密度為每平方千米5.14人。